# Ypsilon Andromedae
Titawin eller Ypsilon Andromedae (Ypsilon And, υ Andromedae, υ And), som är stjärnans Bayerbeteckning, är en dubbelstjärna belägen i östra delen av stjärnbilden Andromeda. Den har en skenbar magnitud på ungefär +4,09 och kan den ses med blotta ögat från mörka platser utan ljusföroreningar. Den befinner den sig på ett avstånd av ca 44 ljusår (13,5 parsek) från solen.

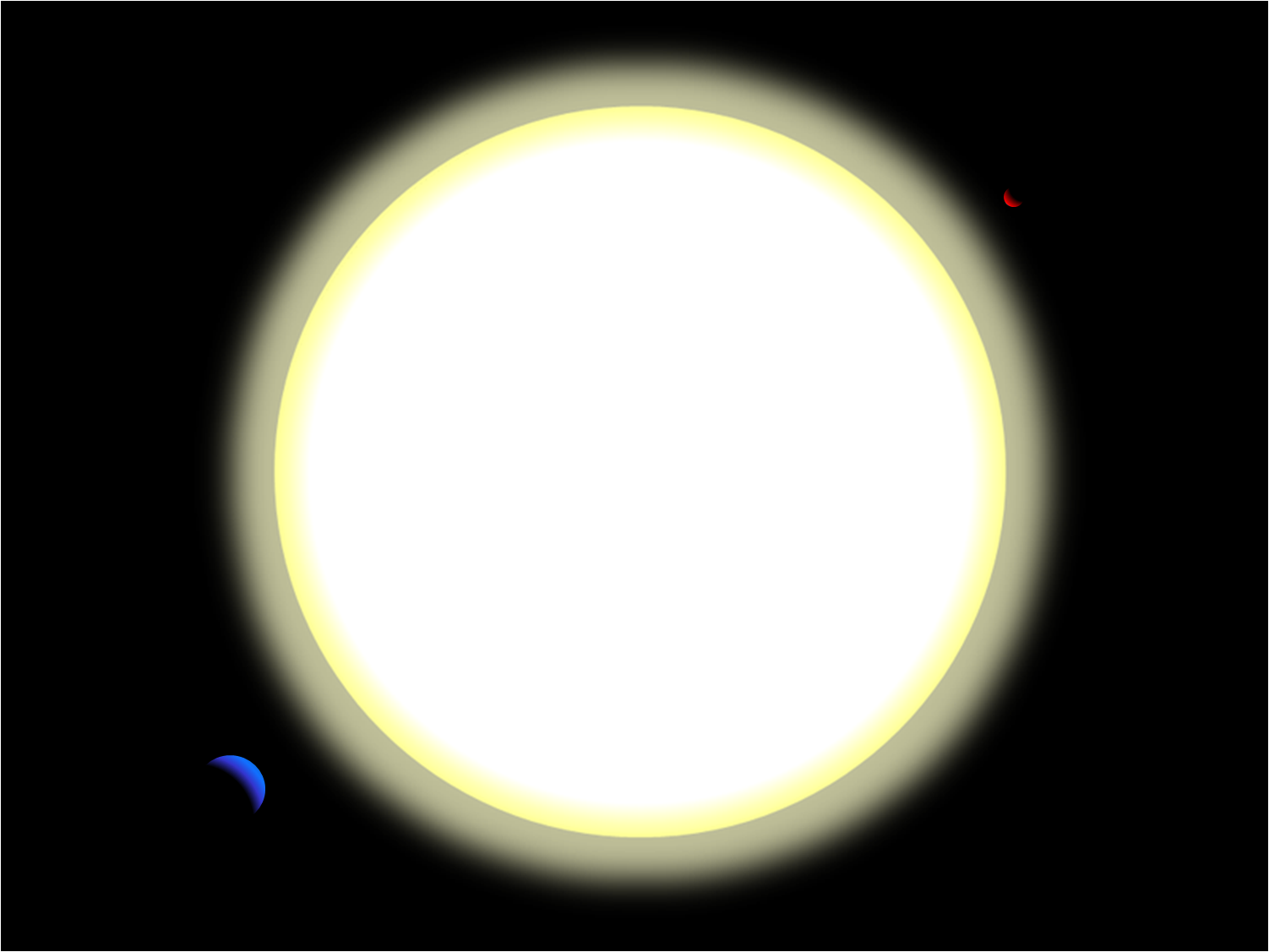
En uppfattning om Ypsilon Andromedae A, här visas 2 av 4 kända planeter.

Från observationer 2010 tros fyra extrasolära planeter (betecknade Ypsilon Andromedae b , c , d och e, de tre första med namnen Saffar, Samh och Majriti) cirkulera kring υ Andromedae A. Alla fyra är sannolikt joviska planeter, som i storlek är jämförbara med Jupiter. Detta var både det första multipelplanetssystemet som upptäcktes runt en huvudseriestjärna och det första multipelplanetsystemet känt för en multipelstjärna.

## Nomenklatur
Enligt reglerna för namngivning av dubbelstjärnor betecknas de två komponenterna A och B. Under samma regler skulle den första planet som upptäcktes vid υ Andromedae A betecknas υ Andromedae Ab. Även om denna mer formella form används ibland för att undvika förvirring med sekundärstjärna υ Andromedae B, kallas den vanligen υ Andromedae b. De andra planeterna som upptäcktes betecknas υ Andromedae c, d och e, i enlighet med tidsordningen för deras upptäckt.
I juli 2014 startade Internationella astronomiska unionen (IAU) ett arbete med att ge riktiga namn till vissa exoplaneter och deras värdstjärnor. Processen innebar offentlig nominering av och omröstning om de nya namnen. I december 2015 meddelade IAU att de vinnande namnen var Titawin för υ Andromedae A och Saffar, Samh och Majriti för tre planeter (b, c och d).
År 2016 anordnade IAU en arbetsgrupp för stjärnnamn (WGSN) för att fastställa och katalogisera riktiga namn för stjärnor. I sin första bulletin av juli 2016 angav WGSN namnen på exoplaneter och deras värdstjärnor som godkändes av arbetsgruppen, inklusive namnen på stjärnor som antogs under kampanjen NameExoWorlds 2015. Titawin är nu så inskriven i IAU:s Catalog of Star Names.

## Egenskaper

### Avstånd och magnitud
Ypsilon Andromedae ligger ganska nära solsystemet. Parallaxen för Ypsilon Andromedae A mättes av Hipparcossatelliten till 74,12 millibågsekunder, vilket motsvarade ett avstånd på 13,49 parsek (44 ljusår). Ypsilon Andromedae A har en skenbar magnitud på +4,09, vilket gör den synlig för blotta ögat även under måttligt lätt förorenad himmel, cirka 10 grader öster om Andromedagalaxen. Den svagare Ypsilon Andromedae B är endast synlig med teleskop.

### Ypsilon Andromedae A
Ypsilon Andromedae A är en gulvit dvärgstjärna av spektraltyp F8V, som liknar solen, men yngre, mer massiv och med större utstrålning. Enligt uppgiften i Genève-Köpenhamnundersökning är stjärnan cirka 3,1 miljarder år gammal och har en liknande andel av järn i förhållande till väte som solen. Med ungefär 1,3 solmassor kommer den att ha en kortare livstid än solen. Mängden ultraviolett strålning som mottas av planeter i stjärnens beboeliga zon skulle motsvara det ultravioletta flödet som jorden mottar från solen.
Ypsilon Andromedae A rankades som 21:a i listan över topp 100 målstjärnor för NASA:s inställda uppdrag Terrestrial Planet Finder.

### Ypsilon Andromedae B
Ypsilon Andromedae B är en röd dvärgstjärna av spektraltyp M4,5V separerad med 750 AE från primärstjärnan. Den verkliga separationen mellan de två stjärnorna är okänd, eftersom förskjutningen längs siktlinjen mellan jorden och stjärnsystemet är okänd. Det här angivna värdet är en minimal separation. Den upptäcktes 2002 i data som samlats in som en del av Two Micron All Sky Survey. Stjärnan är mindre massiv och mycket mindre ljus än solen.
Washington Double Star Catalog anger ytterligare två optiska komponenter, som emellertid inte delar systemets rörelse och endast syns nära Ypsilon Andromedae eftersom de råkar ligga nära samma siktlinje.

### Planetsystemet
Den innersta planeten för Ypsilon Andromedae upptäcktes 1996 och offentliggjordes i januari 1997, tillsammans med planeten Tau Bootis och den innersta planeten av 55 Cancri. Upptäckten gjordes av Geoffrey Marcy och R. Paul Butler, båda astronomer vid San Francisco State University. Planeten, betecknad Ypsilon Andromedae b, upptäcktes genom mätning av förändringar i stjärnans radiella hastighet som orsakades av planetens gravitation. På grund av dess närhet till moderstjäran medförde den en stor svängning som relativt enkelt kunde detekteras. Planeten verkar också orsaka ökad aktivitet i stjärnans kromosfär.
Även när denna planet togs i beaktande, kvarstod fortfarande betydande avvikelser i radialhastighetsmätningarna, och det föreslogs att det kan finnas en andra planet i omloppsbana. År 1999 drog astronomer vid både San Francisco State University och Harvard-Smithsonian Center for Astrophysics självständigt slutsatsen att en treplansmodell bäst passade insamlad data. De två yttre planeterna betecknades Ypsilon Andromedae c och Ypsilon Andromedae d i ordning efter ökat avståndet från stjärnan. Båda dessa planeter går i mer excentriska banor än någon av planeterna i solsystemet (inklusive Pluto). Ypsilon Andromedae d befinner sig i systemets beboeliga zon.
Planeterna i systemet är inte samordnade, med varandra eller med stjärnrotationen. Den ömsesidiga lutningen mellan c och d är 30 grader. Under 2001 angav preliminära astrometriska mätningar att omloppsplanets lutar 155,5° mot himmelsplanet. Efterföljande undersökning av de datareduktionstekniker som används antyder emellertid att Hipparcosmätningarna inte är tillräckligt exakta för att på ett adekvat sätt karaktärisera banan för substellära följeslagare. Den inre planetens astrometri begränsade emellertid dess lutning till 30-90 grader. Full publikation förväntades under 2008. Omloppet av Ypsilon Andromedae c svänger gradvis mellan cirkulära och excentriska former med en period på 6 700 år. Förekomsten av ytterligare planeter, för små eller avlägsna för att upptäckas, har inte uteslutits, men närvaron av planeter av Jupiters storlek så nära som 5 AE från Ypsilon Andromedae A skulle göra systemet instabilt.